# タオルソムリエ資格試験
タオルソムリエ資格試験（タオルソムリエしかくしけん）は、今治タオル工業組合が実施する検定試験である。タオルの「歴史」･「文化」･「技術」･「製品」･「顧客サービス」･「ブランド」などタオルの習熟度を認定する試験である。

## 概要
今治タオルブランドの構築を進める「今治タオルプロジェクト」の一環として2007年に創設された。タオルについて正しく理解し、その知識とスキルを生かしてより良いタオル文化の普及につなげるプロフェッショナルな人材を育成し、全国にタオルの魅力を発信していくのが狙いとなっている。
2012年にはタオルソムリエが1000人を突破し、今治タオルメーカーの相次ぐ東京出店などに伴う知名度上昇などもあり受験者数が過去最高となった。2012年には試験合格者でタオルの歴史や製造工程に精通したタオルソムリエでつくる会員制交流サイト「タオルソムリエ倶楽部」が開設された。
試験問題の漏洩や不正を防ぐための措置として、今治タオル工業組合単独で行う検定制度ではなく、今治商工会議所の資格認定試験となっている。

## 試験概要
試験は誰でも受験することができる。全50問で100点満点中80点以上で合格である。試験時間は1時間半で受験料は新規に受験する人が8,800円、過去に受験したことがある人は6,600円である。合格者には「タオルソムリエ」の称号と認定証が送られる。試験会場は愛媛県今治市の他、大阪･東京に設置されている。
出題範囲
- タオルの歴史
- タオルの製造過程（綿花からタオル製品が完成するまでの製造過程）
- タオル関係用語（専門用語の理解）
- タオルの種類（タオルの種類、用途、特徴）
- タオルの流通（メーカーから消費者までの流通過程）
- タオルをお客様にお勧めする方法（サービスの在り方）
- その他

## 試験結果
| 実施回               | 申込者（人） | 受験者（人） | 合格者（人） | 合格率 |
| -------------------- | ------------ | ------------ | ------------ | ------ |
| 第1回 2007年9月27日  | 303          | 284          | 187          | 65.8%  |
| 第2回 2008年4月10日  | 229          | 209          | 151          | 72.2%  |
| 第3回 2008年9月25日  | 254          | 227          | 107          | 47.1%  |
| 第4回 2009年9月17日  | 272          | 247          | 155          | 62.8%  |
| 第5回 2010年9月16日  | 253          | 235          | 165          | 70.2%  |
| 第6回 2011年9月15日  | 322          | 291          | 171          | 58.8%  |
| 第7回 2012年9月13日  | 494          | 461          | 265          | 57.5%  |
| 第8回 2013年9月12日  | 644          | 596          | 373          | 62.6%  |
| 第9回 2014年9月11日  | 629          | 590          | 319          | 54.1%  |
| 第10回 2015年9月10日 | 842          | 775          | 414          | 53.4%  |
| 第11回 2016年9月8日  | 727          | 676          | 349          | 51.6%  |
| 第12回 2017年9月14日 | 730          | 694          | 365          | 52.6%  |
| 第13回 2018年9月13日 | 700          | 655          | 325          | 49.6%  |
| 第14回 2019年9月12日 | 542          | 502          | 223          | 44.4%  |
| 第17回 2022年9月12日 | 496          | 458          | 94           | 20.5%  |
| 第18回 2023年9月14日 | 392          | 354          | 141          | 39.8%  |
| 第19回 2024年9月12日 | 391          | 364          | 138          | 37.9%  |

- 第15回・16回は新型コロナウイルス感染症の感染拡大の影響で中止となった。

## タオルソムリエの主な著名人
（※ 生年順）
- 手嶋龍一 （外交ジャーナリスト、作家）
- 室井滋 （女優、ナレーター、エッセイスト）
- 岡田美里 （タレント、エッセイスト、実業家）
- 千葉猛 （毎日放送（MBS）所属アナウンサー）
- 福嶋晃子 （プロゴルファー）
- なめたらいかんぜよ。MARI （吉本所属お笑いタレント）
- 三島ゆかり （アライブエンタテインメント所属タレント、元グラビアアイドル、元レースクイーン）

## 教材
- 『タオル読本』